# БТР-70МД
БТР-70МД — казахстанский вариант модернизации советского бронетранспортёра БТР-70.

## История
Разработка модернизированных вариантов БТР-70 для вооружённых сил страны и иностранных заказчиков началась на 811-м ремонтном заводе МО РК в городе Ерейментау Акмолинской области в 2000е годы. О разработке модернизированного варианта БТР-70 было упомянуто на проходившей в Астане 26 мая 2010 года выставке вооружения и военной техники "KADEX-2010".
Программа модернизации осуществлялась 811-м ремонтным заводом и компанией «Казахстан инжиниринг» в соответствии с техническими требованиями, разработанными министерством обороны Казахстана, в июле 2010 года БТР-70МД был официально представлен.
22 февраля 2016 года министерство обороны Казахстана сообщило о намерении привлечь к модернизации БТР-70 ремонтный завод «Семей инжиниринг» в городе Семипалатинск, это решение должно было обеспечить возможность производства модернизированных БТР-70 на экспорт.
23-26 мая 2018 года на проходившей в Астане выставке вооружения и военной техники "KADEX-2018" был представлен демонстрационный образец модернизированного БТР-70СИ, переоборудованного на предприятии «Семей инжиниринг» при участии компании «Казахстан Аселсан инжиниринг» (филиал турецкой компании «Aselsan» в Казахстане) и фирмы ТОО «Granit Technology».

## Описание
Модернизация бронетранспортёра производится с использованием импортных компонентов (двигателей белорусского производства и приборов турецкого производства).
В ходе переоборудования БТР-70 в БТР-70МД производится капитальный ремонт, ремоторизация (два карбюраторных двигателя ЗМЗ-4905 семейства ЗМЗ-53 заменяют на два 4-цилиндровых рядных 4-тактных дизельных двигателя Д-245.9Е2 с жидкостным охлаждением и турбонаддувом мощностью 136 л.с.).
Также устанавливают тепловизионный прицел ATS-10 производства турецкой компании «Aselsan». В состав прицельного комплекса входят тепловизионная камера, блок управления, жидкокристаллический монитор, видеотерминал и регулятор напряжения.

## Варианты и модификации
- БТР-70СИ - модернизированный вариант 2018 года, на который помимо дизельных двигателей и тепловизионного прицела было установлено новое радиооборудование «Aselsan».